# Zier-Spargel
Der Zier-Spargel (Asparagus densiflorus) ist eine Pflanzenart aus der Gattung Spargel (Asparagus) in der Familie der Spargelgewächse (Asparagaceae).

## Merkmale
Zier-Spargel ist ein immergrüner, kletternder Halbstrauch, der Wuchshöhen von 30 bis 150 Zentimeter erreicht. Die Pflanze bildet Knollenwurzeln aus. Die Scheinblätter sind flach, weisen eine Mittelrippe auf und messen 10 bis 30 × 1,5 bis 2,5 Millimeter. Je 1 bis 5 sind an den Knoten angeordnet. Der Blattsporn ist dornig. Die Blüten sind in Trauben angeordnet und duften.
Die Blütezeit reicht von Juli bis August.
Die Chromosomenzahl beträgt 2n = 40.

## Vorkommen
Zier-Spargel kommt ursprünglich im südlichen Afrika von der Kap-Provinz bis Mosambik vor.

## Nutzung
Zier-Spargel wird verbreitet als Zierpflanze genutzt. Die Art ist seit spätestens 1890 in Kultur. Bekannt ist die Sorte 'Sprengeri' (benannt nach Karl Sprenger).

## Früchte
Nach der Blüte zeigen sich im Spätsommer kleine rote Beeren an der Pflanze. Achtung: Alle Beeren des Zierspargels, egal welcher Art oder Sorte, sind stark giftig und nicht zum Verzehr geeignet!